# 札幌市の交通

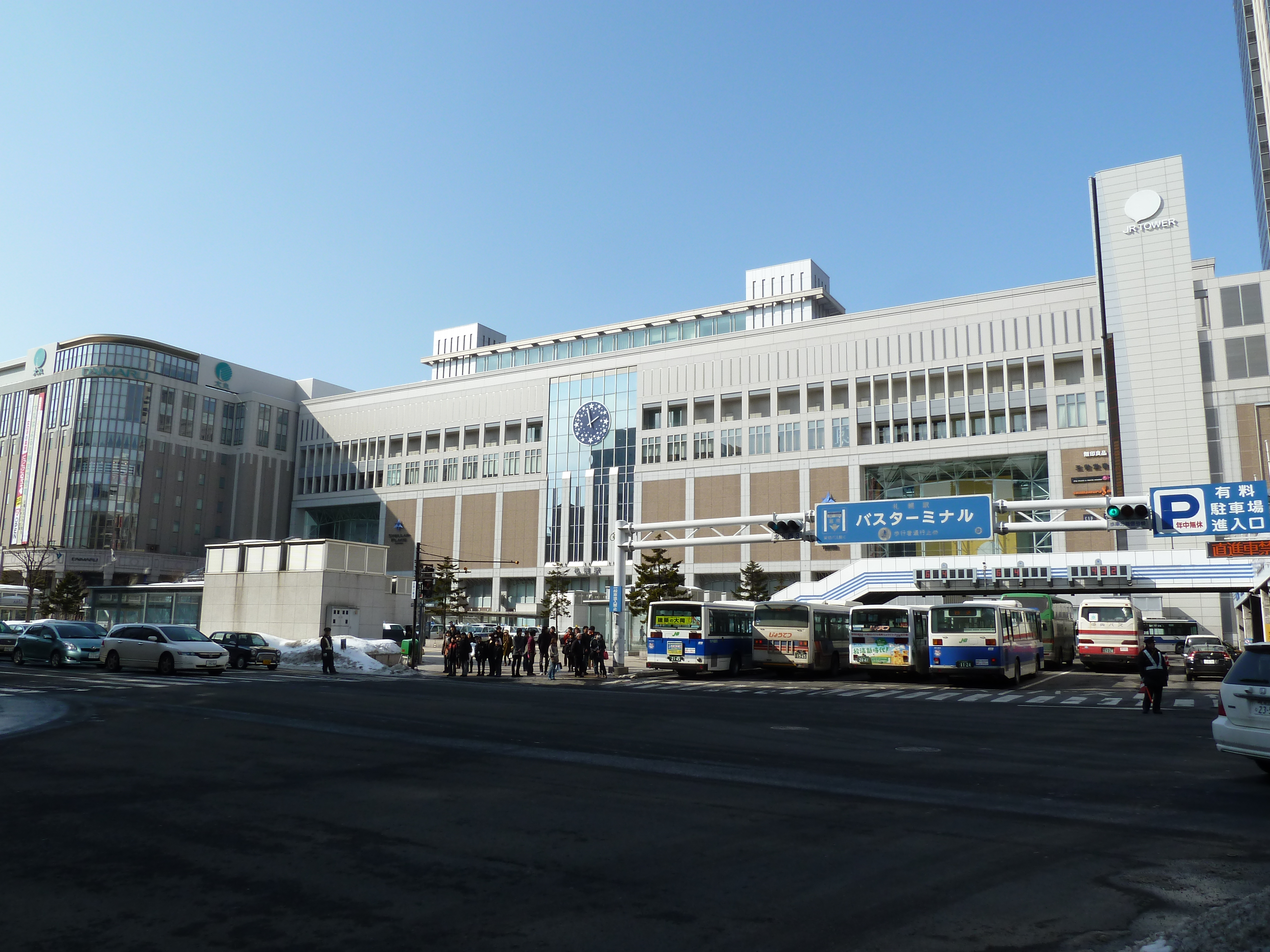
札幌駅南口と札幌駅バスターミナル（2011年3月）

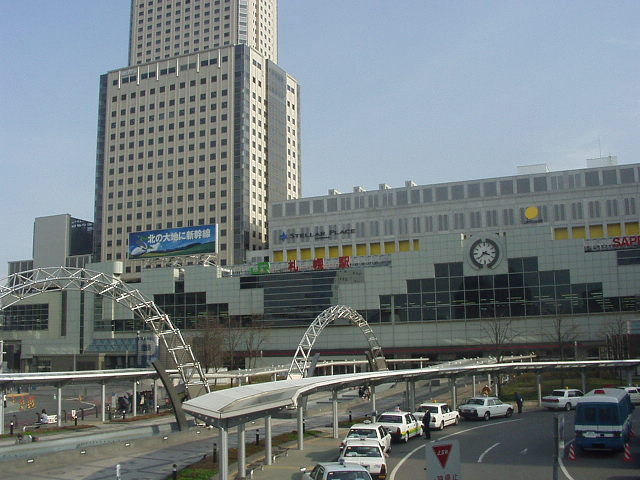
札幌駅北口（2004年4月）

札幌市の交通（さっぽろしのこうつう）については、札幌市にある交通機関についての項目。

## 乗車券
IC乗車カードはJR北海道が導入している「Kitaca」、札幌市交通局が導入している「SAPICA」があるが、KitacaがSAPICAエリア（一部を除く）で片利用できるサービスのため、注意が必要である。
また、1日乗車券や高齢者の社会参加を促進するための「敬老優待乗車証」や、障がい者交通費助成として「福祉乗車証」などを発行している。
1992年（平成4年）から札幌市内の地下鉄・市電・バスで利用できる乗車カードとして「共通ウィズユーカード」を発売していたが、2015年（平成27年）3月31日をもって利用終了となった。

## 交通機関

### JR
中央駅は札幌駅

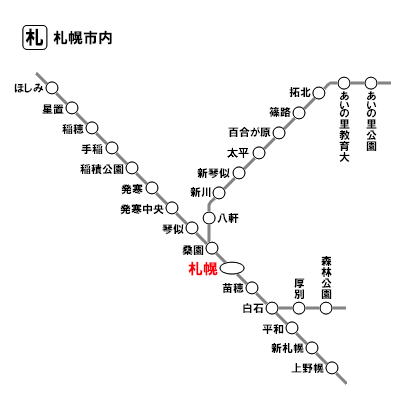
札幌市内におけるJR線路線図

- 北海道旅客鉄道（JR北海道）（ 特定都区市内）
  - ■函館本線（ - ほしみ駅 - 星置駅 - 稲穂駅 - 手稲駅 - 稲積公園駅 - 発寒駅 - 発寒中央駅 - 琴似駅 - 桑園駅 - 札幌駅）

臨時列車を除く全列車が普通列車（快速・区間快速を含む）である。札幌駅以東への直通が基本となっており、小樽駅 - 岩見沢駅・苫小牧駅で一体の運転系統となっている。
  - ■函館本線（札幌駅 - 苗穂駅 - 白石駅 - （JR貨物 札幌貨物ターミナル駅） - 厚別駅 - 森林公園駅 - ）

優等列車は札幌駅を起点として旭川方面へ運行している。普通列車（区間快速を含む）は小樽駅 - 岩見沢駅間で一体の運転系統となっている。
  - ■千歳線（札幌駅 - 苗穂駅 - 白石駅 - 平和駅- （JR貨物 札幌貨物ターミナル駅） - 新札幌駅 - 上野幌駅 -  ）

札幌駅 - 白石駅間は函館本線であるが、列車運行上は当該区間も千歳線と案内される。優等列車は札幌駅を起点として帯広・釧路・室蘭・函館方面へ多数運行している。普通列車（快速を含む）は小樽駅 - 苫小牧駅間で一体の運転系統となっている。
  - ■学園都市線（正式名称:札沼線）（札幌駅 - 桑園駅 - 八軒駅 - 新川駅 - 新琴似駅 - 太平駅 - 百合が原駅 - 篠路駅 - 拓北駅 - あいの里教育大駅 - あいの里公園駅 - ）

札幌駅 - 桑園駅間は函館本線であるが、列車運行上は当該区間も学園都市線と案内される。学園都市線は愛称であり、正式な路線名は札沼線である。全列車普通列車で、1日1本の千歳線直通列車を除くすべての列車が線内のみの運転である。

### 地下鉄

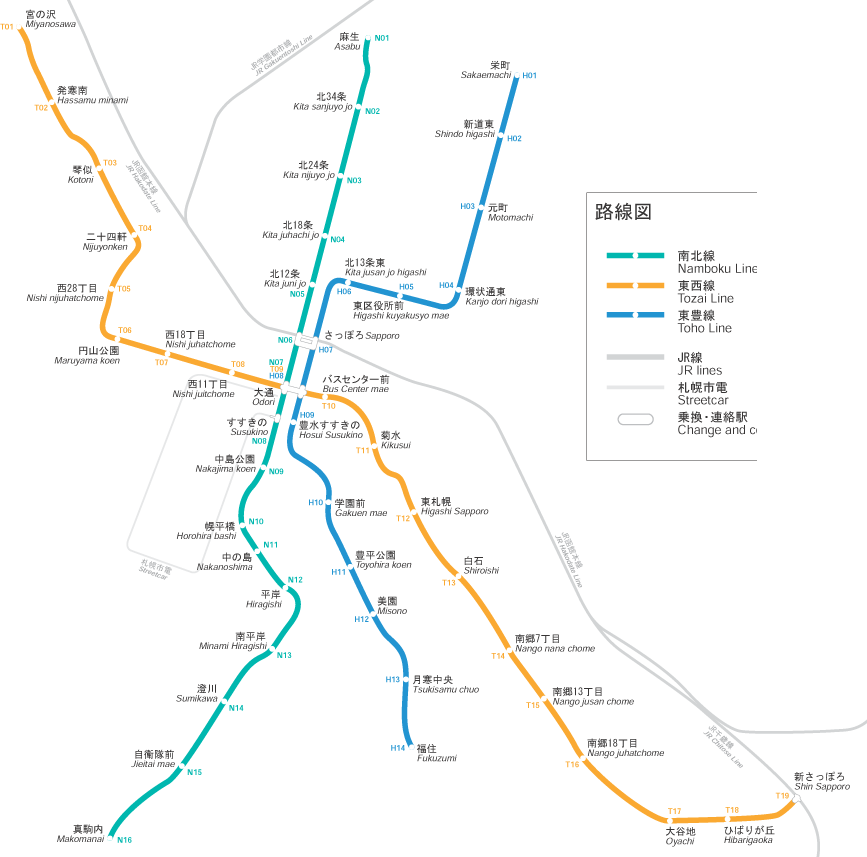
札幌市営地下鉄路線図

中央駅は大通駅
- 札幌市交通局
  - 南北線（麻生駅 - 北34条駅 北24条駅 - 北18条駅 - 北12条駅 - さっぽろ駅 - 大通駅 - すすきの駅 - 中島公園駅 - 幌平橋駅 - 中の島駅 - 平岸駅 - 南平岸駅 - 澄川駅 - 自衛隊前駅 - 真駒内駅）
  - 東西線（宮の沢駅 - 発寒南駅 - 琴似駅 - 二十四軒駅 - 西28丁目駅 - 円山公園駅 - 西18丁目駅 - 西11丁目駅 - 大通駅 - バスセンター前駅 - 菊水駅 - 東札幌駅 - 白石駅 - 南郷7丁目駅 - 南郷13丁目駅 - 南郷18丁目駅 - 大谷地駅 - ひばりが丘駅 - 新さっぽろ駅）
  - 東豊線（栄町駅 - 新道東駅 - 元町駅 - 環状通東駅 - 東区役所前駅 - 北13条東駅 - さっぽろ駅 - 大通駅 - 豊水すすきの駅 - 学園前駅 - 豊平公園駅 - 美園駅 - 月寒中央駅 - 福住駅）

### 路面電車

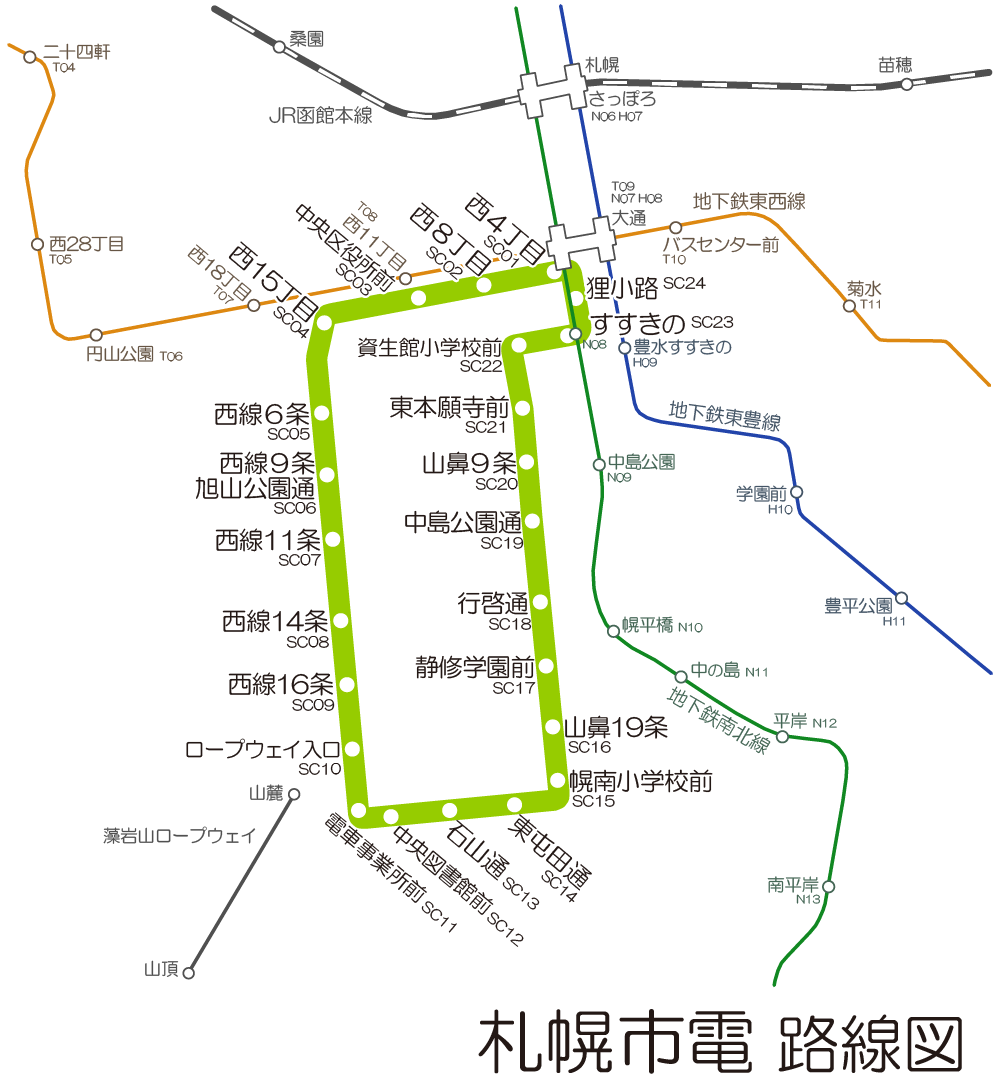

「札幌市路面電車活用計画」として路面電車のまちづくりへの活用に向けた取組みが進行中。
- 札幌市交通事業振興公社
  - SC01 西4丁目停留場 - SC02 西8丁目停留場 - SC03 中央区役所前停留場 - SC04 西15丁目停留場 - SC05 西線6条停留場 - SC06 西線9条旭山公園通停留場 - SC07 西線11条停留場 - SC08 西線14条停留場 - SC09 西線16条停留場 - SC10 ロープウェイ入口停留場 - SC11 電車事業所前停留場 - SC12 中央図書館前停留場 - SC13 石山通停留場 - SC14 東屯田通停留場 - SC15 幌南小学校前停留場 - SC16 山鼻19条停留場 - SC17 静修学園前停留場 - SC18 行啓通停留場 - SC19 中島公園通停留場 - SC20 山鼻9条停留場 - SC21 東本願寺前停留場 - SC22 資生館小学校前停留場（西創成） - SC23 すすきの停留場 - SC24 狸小路停留場

### 索道・鋼索鉄道
- 札幌振興公社（昔は、札幌市交通局が管轄していた。）
  - 札幌もいわ山ロープウェイ（山麓駅 - 中腹駅）[7]
  - もーりすカー（中腹駅 - 山頂駅）[7]

### バス

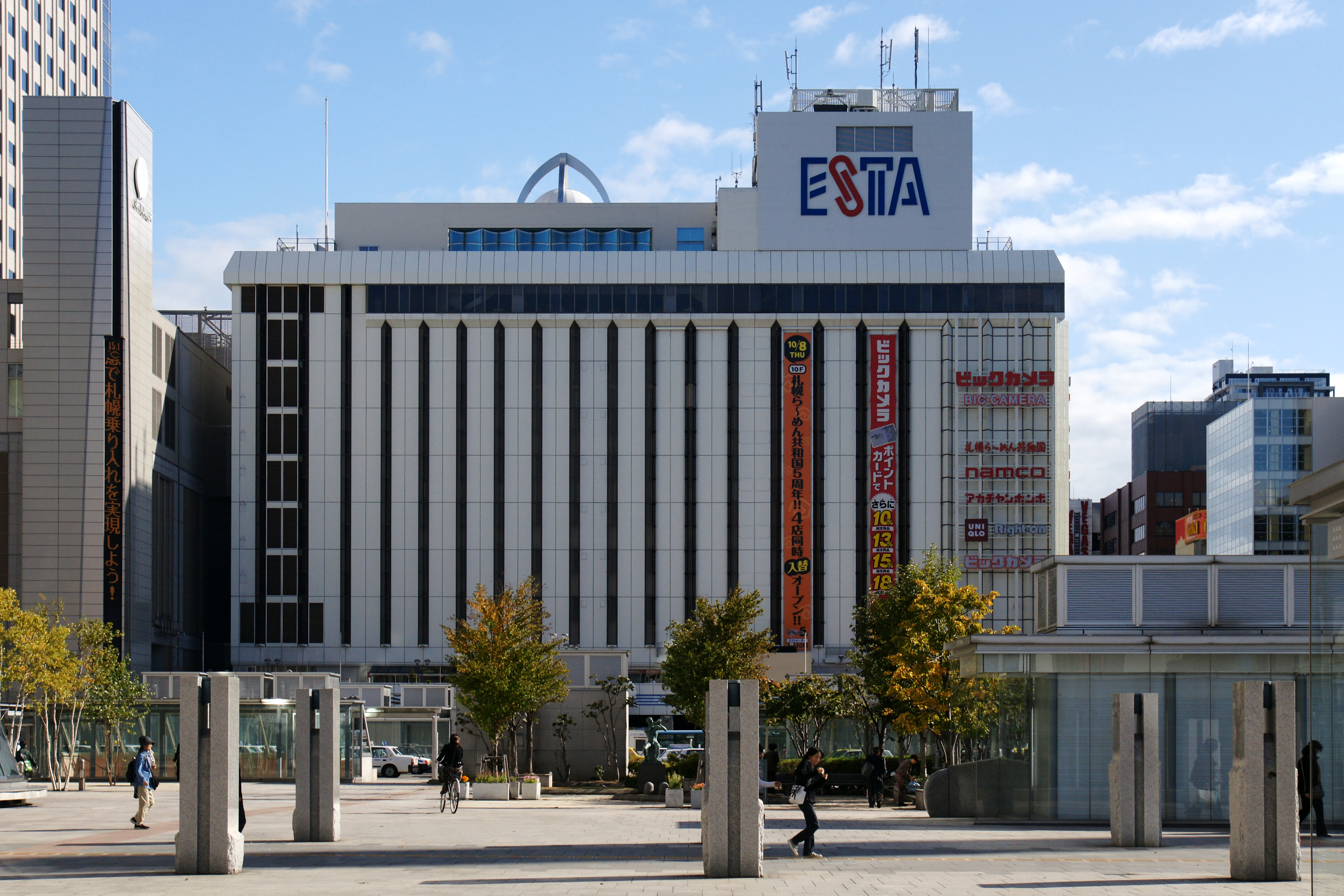
札幌エスタ（1階に札幌駅バスターミナルがある）（2009年10月）

乗車方法は後乗り前降り後払い方式で、運賃は原則として整理券による区間制であり、手稲区・南区・清田区の一部が完全に対キロ区間制運賃となっている他は210円／240円の2区による区間制運賃（2014年4月1日現在）となっており、210円運賃のみの路線では整理券を発行しない場合がある。
1930年（昭和5年）運行開始の札幌市営バスは1990年代後半から段階的に民営バスへの事業移管を開始し、2003年（平成15年）4月には藻岩営業所と琴似営業所所管の28路線を、2004年（平成16年）4月には東営業所、新川営業所所管の18路線を移管して事業を廃止した。
札幌市では冬期間に長期の遅れが見られるため、仙台市や福岡市のような都心集中型のバスダイヤとはなっておらず、都心部へのアクセスは一部の路線を除き地下鉄駅での乗継を前提としている。
路線バス
札幌市内で路線バスを運行するのは以下の事業者。
北海道中央バス
ジェイ・アール北海道バス
じょうてつ（じょうてつバス）
夕張鉄道（夕鉄バス）
道南バス
札幌ばんけい（ばんけいバス）
都市間バス
札幌駅周辺から北海道内の各都市への高速バス、新千歳空港への連絡バス、観光地などへのシャトルバスが発着している。
バスターミナル
札幌駅バスターミナル
北海道中央バス札幌ターミナル
大通バスターミナル
琴似バスターミナル
啓明バスターミナル
麻生バスターミナル
福住バスターミナル
真駒内バス発着場
宮の沢バスターミナル
大谷地バスターミナル
新札幌バスターミナル

### タクシー
北海道ハイヤー協会加盟事業者による普通車の初乗り上限運賃は、距離制（1.6km）が670円、時間制（30分）が2,830円となっている。

### 空港
- 札幌丘珠空港
  - 日本航空(JAL)[9]
    - 利尻空港
    - 女満別空港[10]
    - 中標津空港
    - 釧路空港
    - 函館空港
    - 奥尻空港[11][12]
    - 三沢空港
    - 秋田空港

  - フジドリームエアラインズ(FDA)[13]
    - 静岡空港（夏ダイヤ期間運航）
    - 松本空港（夏ダイヤ期間運航）

  - トキエア(TOK)
    - 新潟空港

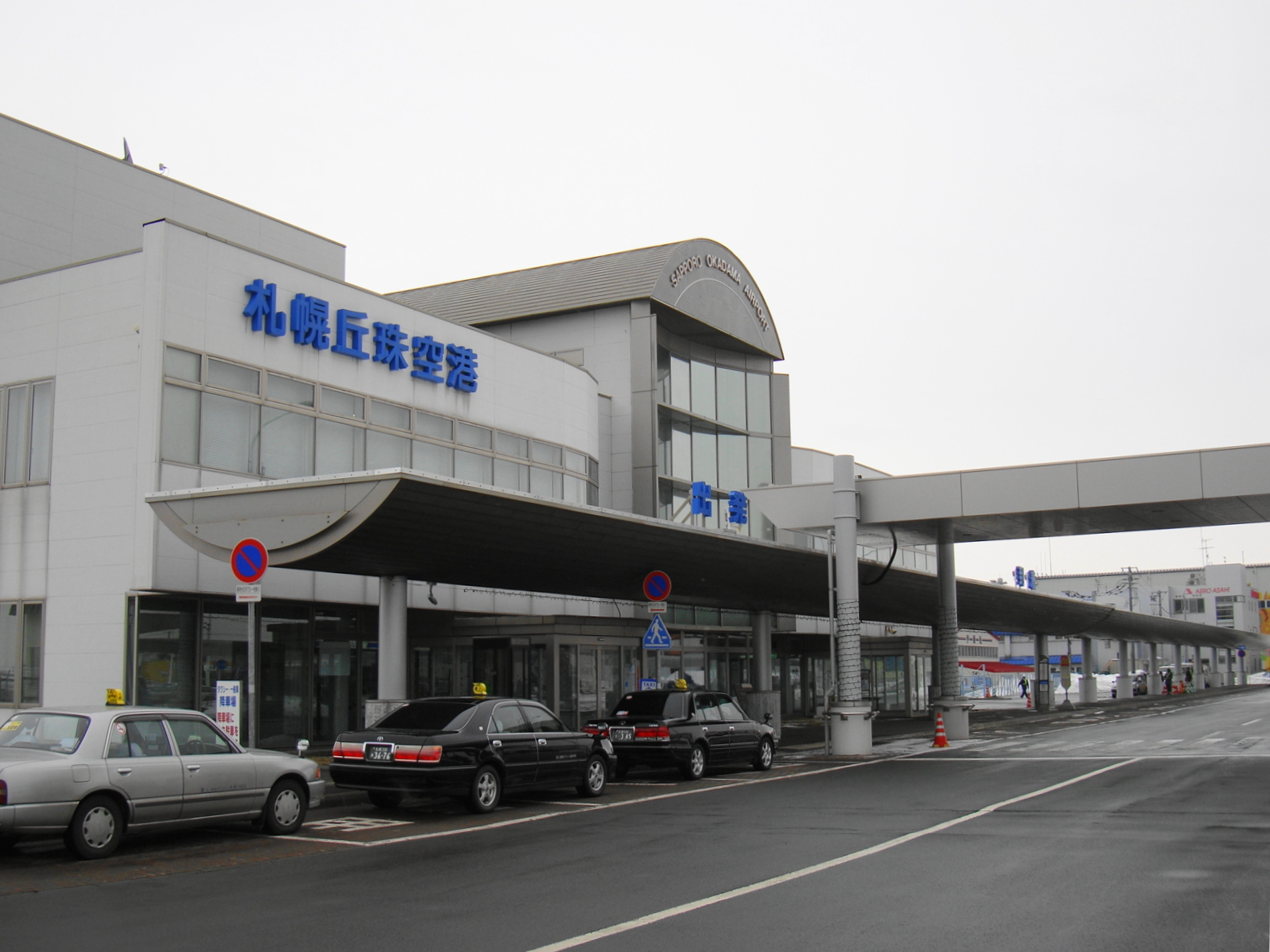
札幌丘珠空港（2010年3月）

- 新千歳空港（所在地は千歳市と苫小牧市にまたがるものの、空港アナウンス上は分かりやすくするために　札幌/新千歳空港とも言われたり、札幌/新千歳などと表記されることもある。）
  - JR北海道の快速エアポート、各バス会社の空港連絡バスで接続している。

## 道路

### 高速道路

札幌JCTの経路図

- 東日本高速道路北海道支社
  - E5 道央自動車道（北海道縦貫自動車道）
    - （1）札幌IC/TB - 札幌JCT - （1）北郷IC - （2）大谷地IC - （2-1）札幌南IC/TB

  - E5A 札樽自動車道（北海道横断自動車道）
    - （1）雁来IC - （2）伏古IC - （3、4）札幌北IC - （5）新川IC - （6）札幌西IC/TB - （7）手稲IC - 金山PA

### 一般国道
市内の北1条橋（大通東1交差点・北1西1交差点）が国道5号の終点。北1西3交差点（= 北1西4交差点）は、国道12号（ - 旭川市）、国道36号（ - 室蘭市）、国道230号（ - せたな町）が集まる3国道の起点となっている。
- 国道5号
- 国道12号
- 国道36号
- 国道230号
- 国道231号
- 国道274号
- 国道275号
- 国道337号
- 国道453号

### 主要道道
- 北海道道1号小樽定山渓線
- 北海道道3号札幌夕張線
- 北海道道18号札幌停車場線
- 北海道道44号石狩手稲線
- 北海道道82号西野真駒内清田線
- 北海道道89号札幌環状線
- 北海道道95号京極定山渓線
- 北海道道112号札幌当別線
- 北海道道124号宮の沢北一条線
- 北海道道125号前田新川線
- 北海道道128号札幌北広島環状線

### 一般道道
- 北海道道225号小樽石狩線
- 北海道道273号花畔札幌線
- 北海道道276号琴似停車場線
- 北海道道277号琴似停車場新琴似線
- 北海道道325号厚別停車場線
- 北海道道326号桑園停車場線
- 北海道道341号真駒内御料札幌線
- 北海道道368号白石停車場線
- 北海道道431号丘珠空港線
- 北海道道452号下手稲札幌線
- 北海道道453号西野白石線
- 北海道道508号矢臼場札幌線
- 北海道道526号東札幌停車場線
- 北海道道626号東雁来江別線
- 北海道道814号滝野上野幌自転車道線
- 北海道道864号大麻東雁来線
- 北海道道865号樽川篠路線
- 北海道道1053号真駒内茨戸東雁来自転車道線
- 北海道道1137号丘珠空港東線
- 北海道道1138号厚別平岡線
- 北海道道1147号大曲工業団地美しが丘線
- 北海道道1148号札幌恵庭自転車道線

### 主要市道
- 札幌市主要市道9900号真駒内篠路線
- 札幌市主要市道9901号旭山公園米里線
- 札幌市主要市道9902号南19条宮の沢線
- 札幌市主要市道9903号羊ケ丘線
- 札幌市主要市道9904号厚別東北郷線
- 札幌市主要市道9905号手稲インター線

### 有料道路
- 藻岩山観光自動車道

## 年表
「札幌市略年表」・「道路建設の歴史」参照。

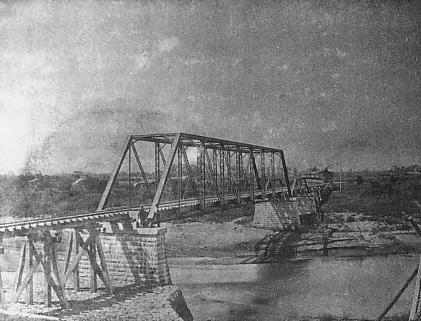
官営幌内鉄道の豊平川鉄橋（明治時代）

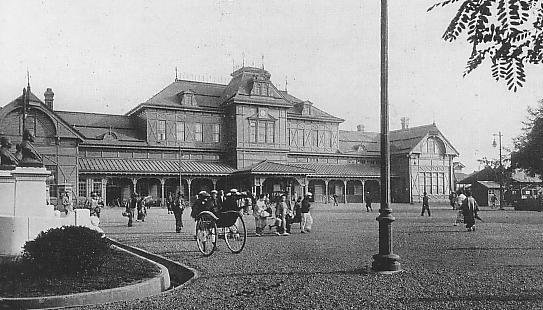
大正時代の札幌駅

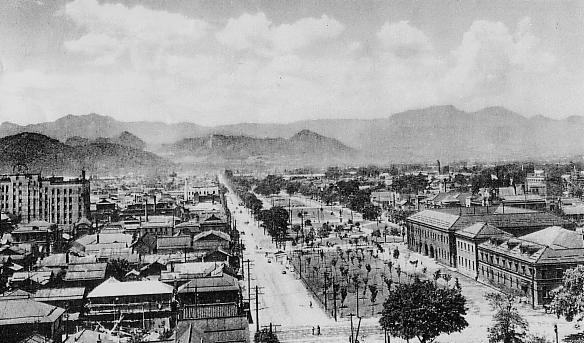
1936年の大通公園

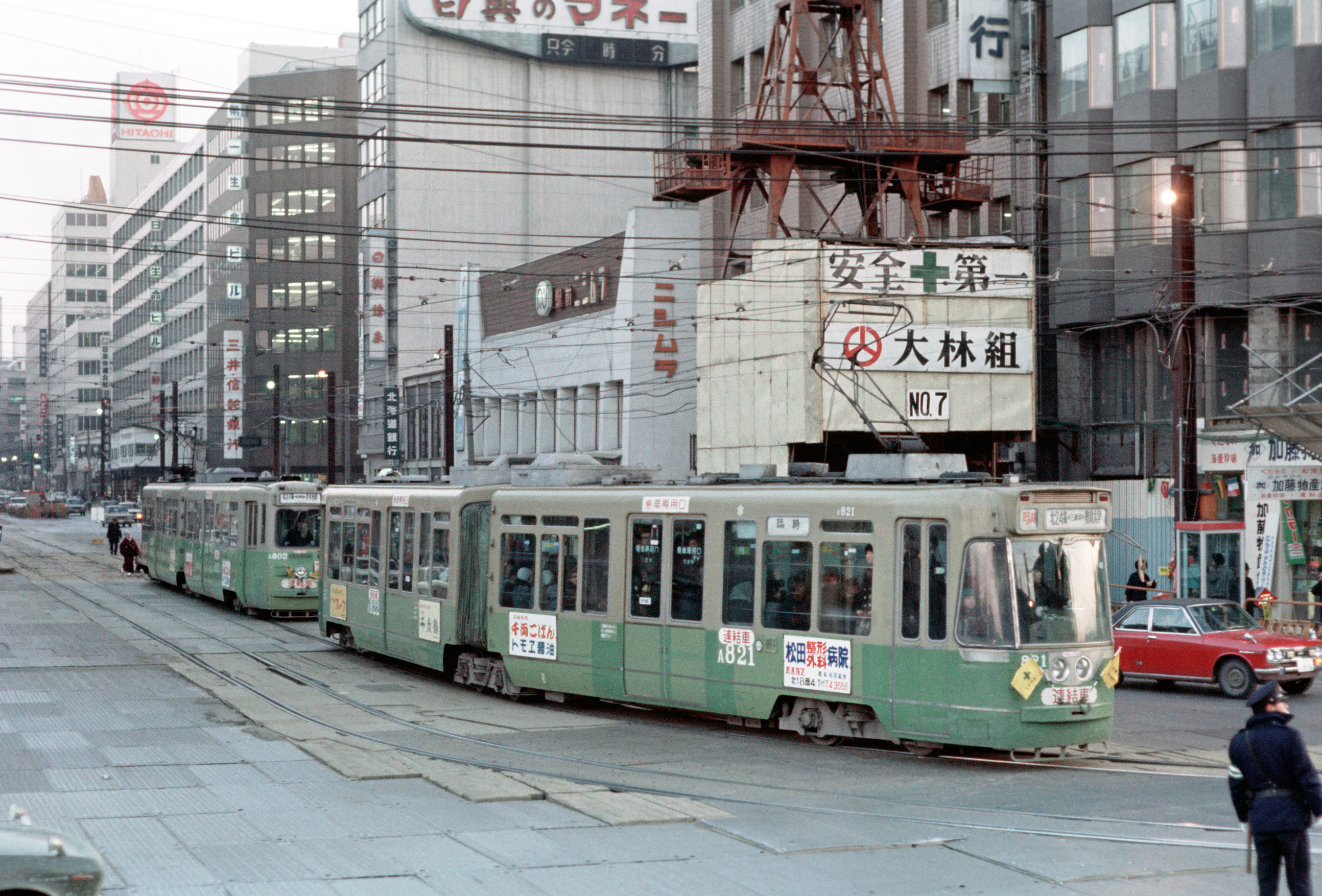
札幌駅前を通過する札幌市電A820型（1971年3月）

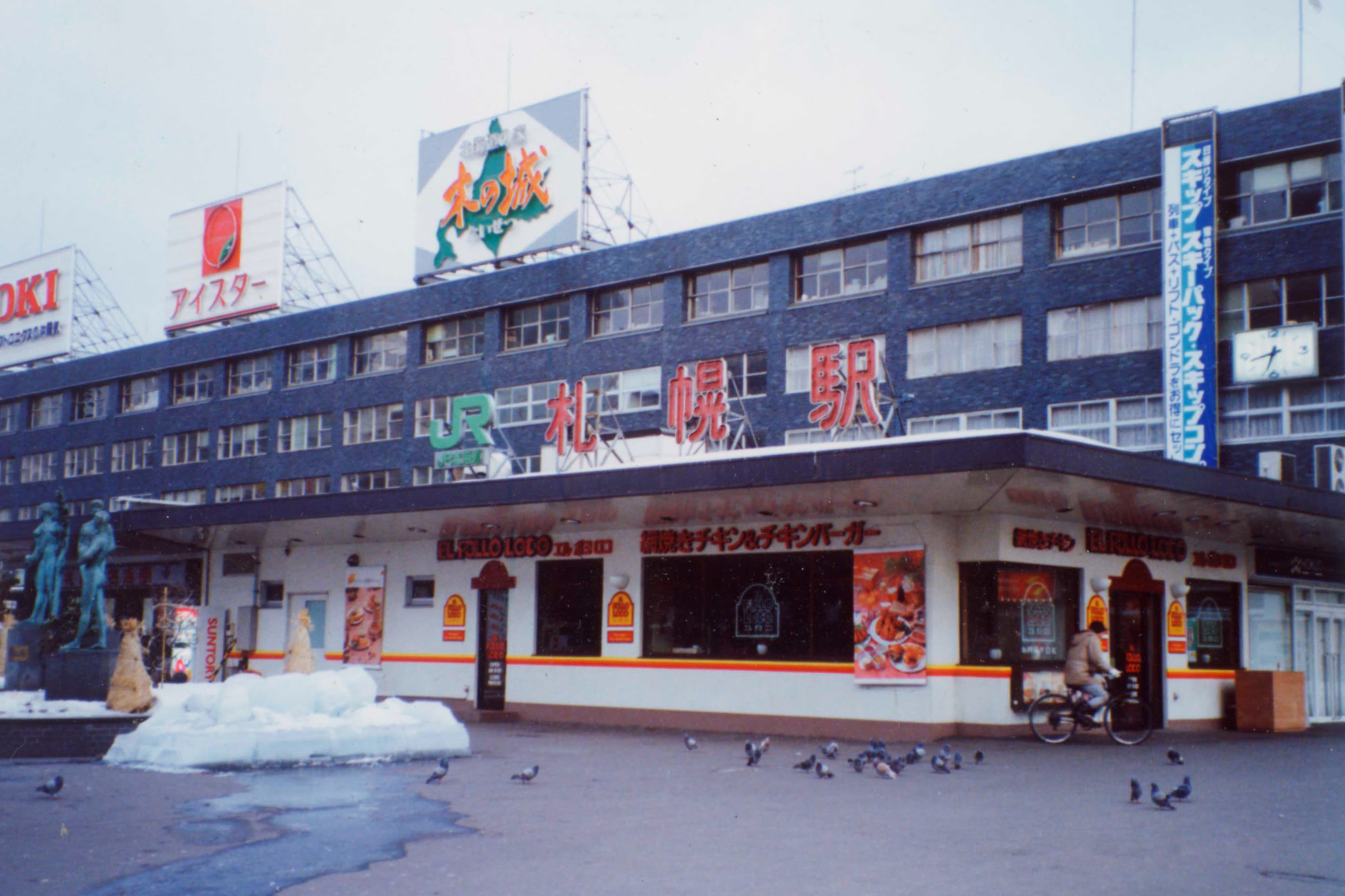
札幌駅（1991年3月）

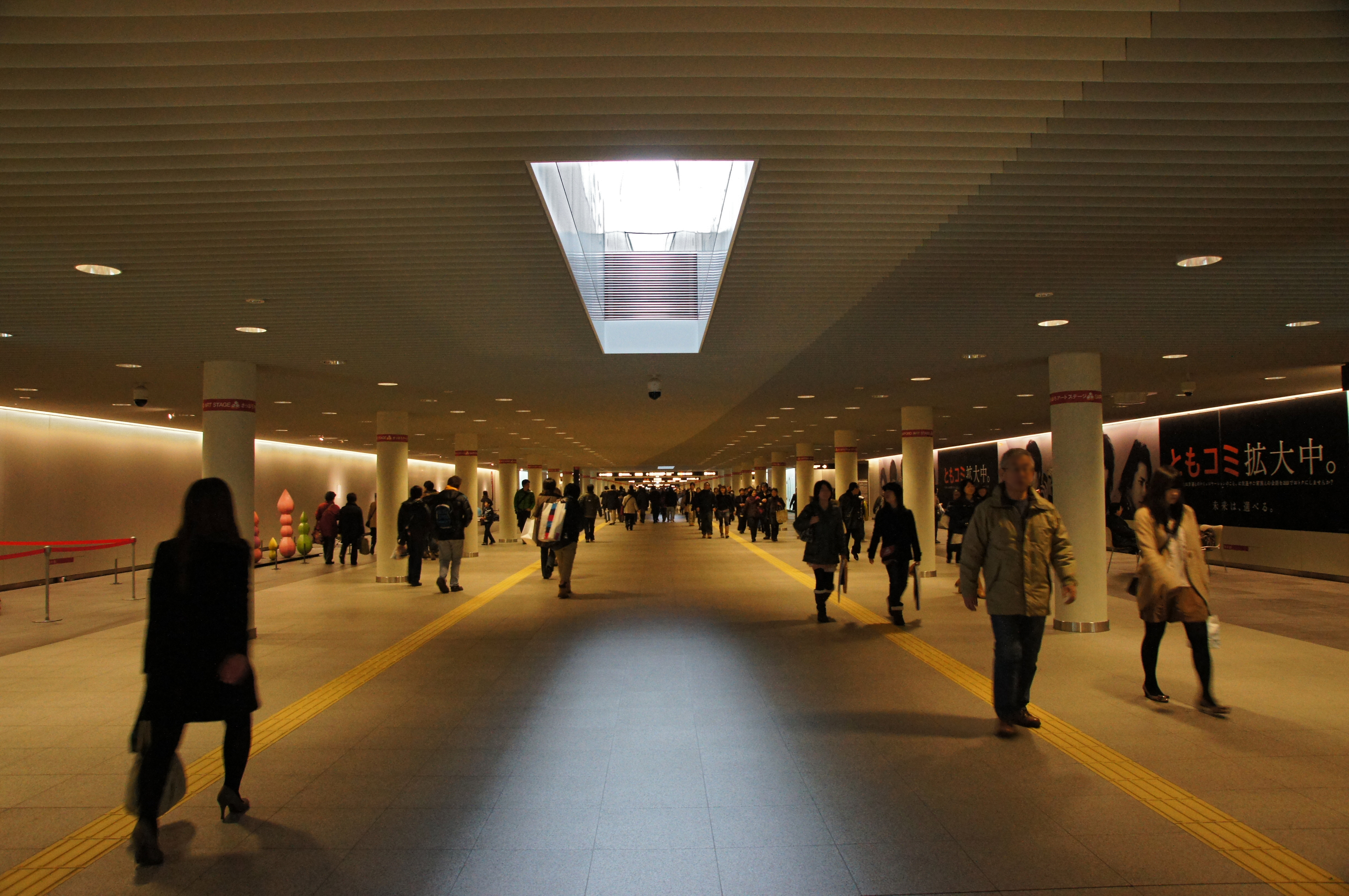
札幌駅前地下歩行空間（2011年11月）

- 1857年（安政4年） : 箱館奉行によって札幌越新道の開削が始まる。
- 1871年（明治4年） : 本願寺道路（平岸～伊達村尾去別、後の虻田道路、現在の国道230号）が完成。佐宇勢以橋（現在の創成橋）・豊平橋・回春橋（現在の月見橋）架設。
- 1872年（明治5年） : 白石道路（札幌～白石、現在の国道12号の一部）が完成。
- 1873年（明治6年） : 札幌越新道を前身とする札幌本道（函館～札幌）が完成。小樽～銭函～札幌間道路（後の札樽国道、現在の国道5号の一部）完成。
- 1880年（明治13年） : 官営幌内鉄道（札幌 - 手宮）開業（後の手宮線。現在の函館本線）、札幌仮停車場（現在の札幌駅）設置[17]。
- 1882年（明治15年） : 官営幌内鉄道（札幌 - 幌内）開通。
- 1890年（明治23年） : 江別道路（札幌～江別、現在の国道12号の一部）が完成。東橋架設。
- 1894年（明治27年） : 虻田道路（札幌～定山渓～虻田、現在の国道230号）が完成。
- 1909年（明治42年） : 札幌石材馬車鉄道（札幌市電の前身）開業（1918年廃止）。鉄道院北海道鉄道管理局札幌工場（現在の北海道旅客鉄道苗穂工場）開庁。
- 1911年（明治44年） : 札北馬車軌道（後の札幌軌道）が馬車鉄道を開業（1935年営業廃止）。大通防火帯に公園設備が加えられ、大通逍遥地（現在の大通公園）完成。
- 1918年（大正7年） : 札幌電気軌道（現在の札幌市電）運行開始。定山渓鉄道線（白石 - 定山渓）開通（1969年廃止）。
- 1922年（大正11年） : 軽石軌道開業（1940年廃止）。
- 1923年（大正12年） : 一条橋（現在の一条大橋）架設。
- 1925年（大正15年） : 北海道鐵道札幌線（苗穂駅 - 沼ノ端駅）開業（現在の千歳線）。
- 1927年（昭和2年） : 幌平橋架設。
- 1929年（昭和4年） : 札幌温泉電気軌道開業（1933年営業休止）
- 1930年（昭和5年） : 札幌市営バス運行開始（2004年事業譲渡）
- 1932年（昭和7年） : 定山渓～小樽間道路（現在の北海道道1号小樽定山渓線）開通。
- 1934年（昭和9年）: （桑園駅 - 石狩当別駅（現・当別駅））開業（現在の札沼線）。札樽国道（現在の国道5号の一部）の全面改修工事完成[18]。
- 札樽間の鉄道省営バス（現在のジェイ・アール北海道バス札樽線）の運営開始[19]。
- 1944年（昭和19年） : 札幌飛行場（丘珠空港）完成。
- 1953年（昭和28年） : 札幌～千歳間弾丸道路（現在の国道36号）完成。
- 1955年（昭和30年） : 藻岩山観光自動車道営業開始。
- 1958年（昭和33年） : 藻岩山ロープウェイ運転開始。
- 1962年（昭和37年） : スパイクタイヤの使用始まる。
- 1969年（昭和44年） : 国道230号（定山渓～中山峠）の新ルート全面開通。
- 1971年（昭和45年） : さっぽろ地下街（オーロラタウン・ポールタウン）開業。国道231号（創成川沿道路）完成。札幌新道（宮の沢～北34東1）完成。札幌小樽道路（現在の札樽自動車道）の札幌～小樽間開通（暫定2車線）。札幌市営地下鉄南北線（北24条駅 - 真駒内駅）開業。
- 1974年（昭和49年） : 札樽自動車道（札幌～小樽）4車線化。
- 1975年（昭和50年） : 札幌新道（北34条東1 - 東雁来町）完成。
- 1976年（昭和51年） : 札幌市営地下鉄東西線（琴似駅 - 白石駅）開業。
- 1977年（昭和52年） : 国道230号石山バイパス完成。
- 1978年（昭和53年） : 札幌市営地下鉄南北線（北24条駅 - 麻生駅）開業。定山渓大橋開通。
- 1979年（昭和54年） : 道央自動車道（札幌南IC～北広島IC）開通。
- 1981年（昭和56年） : 札幌新道国道区間（宮の沢 - 上野幌3条）全線開通。国道231号（札幌～留萌）全線開通。国道275号雁来バイパス完成。
- 1982年（昭和57年） : 札幌市営地下鉄東西線（白石駅 - 新さっぽろ駅）開業。
- 1983年（昭和58年） : 道央道（札幌IC～岩見沢IC）開通。
- 1985年（昭和60年） : 道央道（札幌IC～札幌南IC）開通。
- 1986年（昭和61年） : 水穂大橋完成。
- 1987年（昭和62年） : スパイクタイヤ使用規制条例制定。
- 1988年（昭和63年） : 札幌市営地下鉄東豊線（栄町駅 - 豊水すすきの駅）開業。鉄道高架開通。北海道道112号札幌当別線（札幌大橋～市道中野街道線間）開通。
- 1990年（平成2年） : 羊ケ丘通全線開通。
- 1991年（平成3年） : ミュンヘン大橋開通。
- 1992年（平成4年） : 札幌西IC～札幌JCT間が開通し、道央道と札樽道が接続。
- 1993年（平成5年） : 北1条通全線開通。
- 1994年（平成6年） : 前田森林公園橋開通。札幌市営地下鉄東豊線（豊水すすきの駅 - 福住駅）開業。
- 1998年（平成10年） : 札幌駅北口広場完成。新川通全線開通。
- 1999年（平成11年） : 札幌市営地下鉄東西線（琴似駅 - 宮の沢駅）開業。札幌新道（上野幌3条 - 大曲通）開通。札沼線（学園都市線）高架開通。真駒内石山線（八剣山トンネル）開通。
- 2001年（平成13年） : 環状通エルムトンネル開通。
- 2004年（平成16年） : 平和大橋開通。
- 2009年（平成21年） : 創成川通アンダーパス連続化完成（創成トンネル開通）。
- 2011年（平成23年） : 札幌駅前通地下歩行空間（チ・カ・ホ）開通[20]。
- 2015年（平成27年） : 札幌新道市道区間（上野幌3条 - 厚別東通）全線開通[21][22]。札幌市電がループ（環状線）化[23][24]。